# L'Enlèvement de la redoute
L'Enlèvement de la redoute est une courte nouvelle de Prosper Mérimée, publiée en septembre 1829 dans La Revue française. Il s'agit de l'évocation d'une surprenante densité de la prise de la redoute de Chevardino ou Schewardino (dans sa nouvelle, Mérimée écrit Cheverino), qui eut lieu le 5 septembre 1812 pendant la campagne de Russie de l'Empereur Napoléon Ier. La source de cette nouvelle aurait moins été puisée dans des sources livresques qu'inspirée à Prosper Mérimée par un témoignage oral d'un lieutenant apparenté à la famille du chancelier Pasquier.  La nouvelle donne une image peu reluisante de la guerre.

## Résumé
La veille de l'offensive sur la redoute de Cheverino, un jeune lieutenant se présente, muni d'une lettre de recommandation signée par le général B***, devant le colonel, puis le capitaine responsable d'un régiment. Ce dernier ne cache pas son déplaisir de découvrir ce remplaçant inexpérimenté qu'il doit néanmoins accepter puisque son lieutenant est mort le jour précédent.  
Vers trois heures du matin, les troupes se déploient sur la plaine et mettent en place l'artillerie. Le jeune militaire constate, en essayant de prouver qu'il se défie de la peur, que les boulets des russes passent juste au-dessus de son bataillon.  
Peu après, la charge sur la redoute est lancée et les russes répliquent en faisant feu, décapitant le capitaine, dont la cervelle et le sang maculent l'uniforme du jeune lieutenant.  Ce dernier se retrouve seul avec six hommes pour toute compagnie, mais l'attaque se poursuit. Les français pénètrent dans la redoute où ils se battent au corps à corps avec leurs ennemis dans une épaisse obscurité.  Enfin, des cris de victoire s'élèvent, la fumée se dissipe et le jeune lieutenant aperçoit les abords de la redoute, couverts de cadavres et de sang.  
Le colonel, blessé, demande aux soldats venus lui porter secours de lui amener le plus haut gradé encore vivant : il se trouve qu'il s'agit du jeune lieutenant, ce que constate avec amertume le colonel, qui fait néanmoins de lui le commandant en chef de la suite des opérations.